# کوین د مسماکر
کوین د مسماکر (انگلیسی: Kevin De Mesmaeker؛ زادهٔ ۲۴ ژوئیهٔ ۱۹۹۱) دوچرخه‌سوار اهل بلژیک است.
از باشگاه‌هایی که در آن بازی کرده‌است می‌توان به تیم دوچرخه‌سواری نووو نوردیسک اشاره کرد.